# Shiny Blue
〈Shiny Blue〉는 유이카오리의 일곱 번째 싱글이다. 2013년 3월 13일에 킹레코드에서 발매됐다.

## 개요
〈웨이크 업!!〉으로부터 약 5개월 만에 발매되는 싱글이다. 표제곡 〈Shiny Blue〉는 PS Vita용 소프트웨어 ~성마도 이야기~의 여는 곡으로서 사용됐다. 발매 형태는 초회한정반과 통상반의 2종류의 발매로,
초회한정반에서는 표제곡의 PV를 수록한 DVD가 동봉되어있다. 또한, 디스크 재킷과 PV에서는 새로운 것에 도전하고 있고, 표제곡의 이미지를 표현하기 위한 옥외 촬영, 후자가 휴식 포인트가 되고 있다.

## 수록곡
1. Shiny Blue[1] [3:58]
  - 작사 · 작곡 · 편곡: sino

《애니송 플러스》 2013년 3월 여는 곡
2. 첫사랑 미로(ハツコイメイズ) [3:44]
  - 작사: 코다마 사오리, 작곡 · 편곡: 이타가키 유스케
3. Shiny Blue (off vocal ver.)
4. 첫사랑 미로 (off vocal ver.)

DVD(초회한정반에서만)
1. Shiny Blue (뮤직비디오)

## 출전
1. 1 2  “유이카오리/Shiny Blue [CD+DVD] ＜초회반＞”. 타워레코드. 2016년 3월 4일에 원본 문서에서 보존된 문서. 2013년 2월 20일에 확인함.
2. ↑  “성우 그랑프리” (일본어) (2012년 4월호). 주부의 친구사: 25.
3. ↑  “성우 애니미디어” (일본어) (2012년 4월호). 학연 퍼블리싱. 2013년 3월 10일: 52.